# Jの悲劇
『Jの悲劇』 (ジェイのひげき、Enduring Love) は、2004年公開のイギリス映画。
イアン・マキューアンの『愛の続き』を映画化。ヴェネツィア国際映画祭やトロント国際映画祭などで上映された。

## ストーリー
大学教授のジョーは、恋人である彫刻家のクレアとピクニックを楽しんでいた。そこへコントロールを失った気球が落下してきたため、その場にいたジョーを含む4人の男性たちがロープにしがみついた。風向きが変わり気球が再び浮かび上がった際、ジョーたちはロープから手を放した一方、残りの1人はしがみついたまま気球とともに空に運ばれ、最終的には墜落死した。その死に衝撃を受けていたジョーには、もう1つ悩ましいことがあった。それは、事故現場で出会ったジェッドという男性で、事故以来ジョーにしつこくつきまとうのだった。

## キャスト
- ジョー：ダニエル・クレイグ
- クレア：サマンサ・モートン
- ジェッド：リス・エヴァンス
- ロビン：ビル・ナイ
- レイチェル：スーザン・リンチ
- フランク：ジャスティン・サリンジャー
- ヘレン・マックロリー
- アンドリュー・リンカーン
- ベン・ウィショー